# Sankt Johann im Saggautal
Sankt Johann im Saggautal è un comune austriaco di 2 031 abitanti nel distretto di Leibnitz, in Stiria.